# 施陶特
施陶特是德国莱茵兰-普法尔茨州的一个市镇。总面积2.65平方公里，总人口1084人，其中男性513人，女性571人（2011年12月31日），人口密度409人/平方公里。